# Јован Стојоски
Јован Стојоски (рођен 26. новембра 1997. у Београду) је српски спринтер који представља Македонију од 2019. године. Учествовао је на Летњим олимпијским играма у Токију 2020. Главна дисциплина му је 400 метара.

## Биографија
Стојоски је државни рекордер у 6 дисциплина: 200 m на отвореном, 200 m у дворани, 400 m у дворани, 400 m У23 на отвореном, 400 m У23 у дворани и 300 m на отвореном. Освојио је две дисциплине, 100 m и 200 m, на екипном Европском првенству 2019. у Скопљу.